# آرثر شابيرو
آرثر شابيرو (بالإنجليزية: Arthur Shapiro)‏ هو أستاذ جامعي وعالم نفس أمريكي، ولد في 18 أكتوبر 1964 في ريفرسايد في الولايات المتحدة.